# 보니파초 4세 델 몬페라토 변경백
보니파초 4세 팔레올로고(이탈리아어: Bonifacio IV Paleologo, 1512년 12월 21일 - 1530년 6월 6일)는 1518년부터 사망할 때까지 몬페라토 변경백국을 통치한 변경백이다.
보니파초는 굴리엘모 9세 델 몬페라토와 안 달랑송 사이에서 태어났다. 그는 결혼을 하지도 자식을 두지도 않은체 낙마 사고로 사망하였다. 그의 자리는 삼촌인 카살레 주교 조반니 조르조 델 몬페라토가 계승했다.
| 전임 굴리엘모 9세 | 몬페라토 변경백 1518년 - 1530년 | 후임 조반니 조르조 |